# プロトン性溶媒
プロトン性溶媒 (プロトンせいようばい、英語: protic solvent)は、酸素（ヒドロキシ基）や窒素（アミン）等に結合した水素原子を含む溶媒である。一般に、不安定性を持つヒドロン(H+)を含む溶媒はプロトン性溶媒と呼ばれる。そのような溶媒の分子は、プロトン(H+)を容易に供与する。
逆に、非プロトン性溶媒 (ひプロトンせいようばい、英語: aprotic solvent)はプロトンを供与することができない。

## プロトン性極性溶媒
プロトン性極性溶媒は、しばしば塩を溶解するために使用される。一般に、これらの溶媒は高い誘電率及び高い極性を有する。

### プロトン性溶媒の共通する性質
- 溶媒は水素結合を示す
- 溶媒は酸性水素を持つ（エタノールのような非常に弱い酸であるかもしれない）
- 溶媒は塩を溶解する
  - 孤立電子対によるカチオン
  - 水素結合によるアニオン

例としては、水、大部分のアルコール、ギ酸、フッ化水素及びアンモニアが挙げられる。プロトン性極性溶媒はSN1反応には好都合であるが、非プロトン性極性溶媒はSN2反応に好都合である。

## 非プロトン性極性溶媒
非プロトン性極性溶媒は、酸性水素を欠く溶媒である。従ってそれらは水素結合供与体ではない。これらの溶媒は、一般に中間的な誘電率および極性を持つ。「極性非プロトン性」という用語の使用は推奨されないが、IUPACは、高い誘電率及び高い双極子モーメントの両方を有するような溶媒を記載しており、その例はアセトニトリルである。 IUPACの基準を満たす他の溶媒には、N,N-ジメチルホルムアミド、ヘキサメチルリン酸トリアミド、ジメチルスルホキシド等がある。

### 非プロトン性溶媒の共通する性質
- 溶媒は水素結合を受け入れられる
- 溶媒は酸性水素を持たない
- 溶媒は塩を溶解する

基準は相対的かつ非常に定性的である。非プロトン性溶媒については、ある範囲の酸性度が認められる。塩を溶解する能力は、塩の性質に強く依存する。
一般的な非プロトン性極性溶媒は、グリニャール試薬やn-ブチルリチウムのような強塩基には使用できない。これらの試薬は、ニトリル、アミド、スルホキシド等ではなく、エーテルを要する。テトラヒドロフランはエーテルであると同時に非プロトン性極性溶媒としての性質を持ち、グリニャール試薬の溶媒としてジエチルエーテルと並んでよく使われる。

## 主な溶媒の性質
溶媒は、非極性、極性非プロトン性及びプロトン性極性溶媒に定性的に分類され、しばしば誘電率によって並べられる。
|                      | 溶媒                        | 化学式                  | 沸点      | 誘電率 | 密度        | 結合双極子モーメント (D) |
| -------------------- | --------------------------- | ----------------------- | --------- | ------ | ----------- | ------------------------ |
| 非極性溶媒           | ヘキサン                    | CH3-CH2-CH2-CH2-CH2-CH3 | 69 ℃      | 2.0    | 0.655 g/mL  | 0.00 D                   |
| 非極性溶媒           | ベンゼン                    | C6H6                    | 80 ℃      | 2.3    | 0.879 g/ml  | 0.00 D                   |
| 非極性溶媒           | トルエン                    | C6H5CH3                 | 111 ℃     | 2.4    | 0.867 g/mL  | 0.36 D                   |
| 非極性溶媒           | 1,4-ジオキサン              | (CH2CH2O)2              | 101 ℃     | 2.3    | 1.033 g/mL  | 0.45 D                   |
| 非極性溶媒           | クロロホルム                | CHCl3                   | 61 ℃      | 4.8    | 1.498 g/mL  | 1.04 D                   |
| 非極性溶媒           | ジエチルエーテル            | (CH3CH2)2O              | 35 ℃      | 4.3    | 0.713 g/mL  | 1.15 D                   |
| 非プロトン性極性溶媒 | N-メチルピロリドン          | CH3NC(O)C3H6            | 202 ℃     | 32.2   | 1.028 g/mL  | 4.1 D                    |
| 非プロトン性極性溶媒 | ジクロロメタン (DCM)        | CH2Cl2                  | 40 ℃      | 9.1    | 1.3266 g/mL | 1.60 D                   |
| 非プロトン性極性溶媒 | テトラヒドロフラン (THF)    | C4H8O                   | 66 ℃      | 7.5    | 0.886 g/mL  | 1.75 D                   |
| 非プロトン性極性溶媒 | 酢酸エチル (EtOAc)          | CH3CO2CH2CH3            | 77 ℃      | 6.0    | 0.894 g/mL  | 1.78 D                   |
| 非プロトン性極性溶媒 | アセトン                    | CH3C(O)CH3              | 56 ℃      | 21     | 0.786 g/mL  | 2.88 D                   |
| 非プロトン性極性溶媒 | ジメチルホルムアミド (DMF)  | HC(O)N(CH3)2            | 153 ℃     | 38     | 0.944 g/mL  | 3.82 D                   |
| 非プロトン性極性溶媒 | アセトニトリル (MeCN)       | CH3CN                   | 82 ℃      | 37     | 0.786 g/mL  | 3.92 D                   |
| 非プロトン性極性溶媒 | ジメチルスルホキシド (DMSO) | CH3S(O)CH3              | 189 ℃     | 47     | 1.092 g/mL  | 3.96 D                   |
| 非プロトン性極性溶媒 | 炭酸プロピレン (PC)         | C4H6O3                  | 242 ℃     | 64     | 1.205 g/mL  | 4.90 D                   |
| プロトン性極性溶媒   | ギ酸                        | HCO2H                   | 101 ℃     | 58     | 1.21 g/mL   | 1.41 D                   |
| プロトン性極性溶媒   | n-ブタノール                | CH3CH2CH2CH2OH          | 118 ℃     | 18     | 0.810 g/mL  | 1.63 D                   |
| プロトン性極性溶媒   | イソプロパノール (IPA)      | (CH3)2CH(OH)            | 82 ℃      | 18     | 0.785 g/mL  | 1.66 D                   |
| プロトン性極性溶媒   | ニトロメタン                | CH3NO2                  | 100–103 ℃ | 35.87  | 1.1371 g/mL | 3.56 D                   |
| プロトン性極性溶媒   | エタノール (EtOH)           | CH3CH2OH                | 79 ℃      | 24.55  | 0.789 g/mL  | 1.69 D                   |
| プロトン性極性溶媒   | メタノール (MeOH)           | CH3OH                   | 65 ℃      | 33     | 0.791 g/mL  | 1.70 D                   |
| プロトン性極性溶媒   | 酢酸 (AcOH)                 | CH3-CO2H                | 118 ℃     | 6.2    | 1.049 g/mL  | 1.74 D                   |
| プロトン性極性溶媒   | 水                          | H2O                     | 100 ℃     | 80     | 1.000 g/mL  | 1.85 D                   |